# Faas Wilkes
Servaas Wilkes Laarts, més conegut com a Faas Wilkes, (Rotterdam, 13 d'octubre de 1923 - Rotterdam, 15 d'agost de 2006) fou un futbolista neerlandès. Va jugar de davanter centre i el seu primer equip va ser el Xerxes Rotterdam.

## Biografia

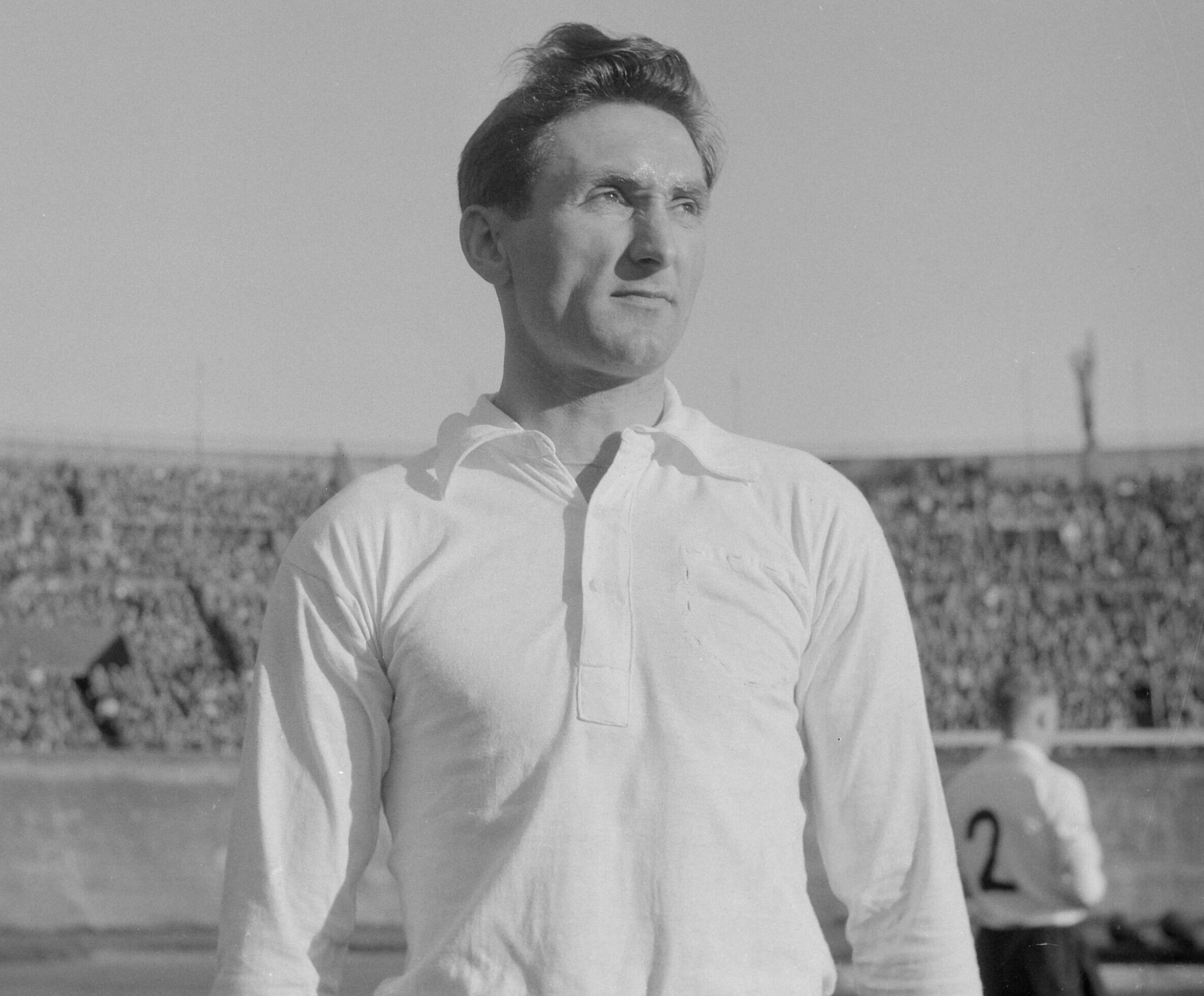
Faas Wilkes

Sens dubte va ser un dels grans jugadors de la seua època. Aquest davanter centre destacava, malgrat la seua gran mida, més que per la seua capacitat rematadora pel seu increïble driblatge. Tal era la seua habilitat que el seu company d'equip en el València Club de Futbol, Manuel Mestre, comentava d'ell que era l'únic jugador del món capaç de fer una paret amb si mateixa.
Va ser el millor jugador neerlandès de la seua època i el segon després de Bep Bakhuys en jugar a l'estranger. Després d'un reeixit període de vuit temporades en el club que li va veure néixer com a jugador, el Xerxes, el 1949 va iniciar la seua aventura a l'estranger en enrolar-se a les files de l'Inter de Milà.
En les seues tres temporades en el club llombard va disputar 95 partits en els quals va marcar 47 gols que van ajudar per aconseguir la lliga de 1953. La temporada 1953- 1954 va fitxar pel Torino.
El seu fitxatge pel València CF va ser un xic curiós. Després de la visita del conjunt piemontès per jugar un amistós en València i en vore l'exhibició de joc que va protagonitzar Wilkes, el president de la Federació Valenciana de Futbol va preguntar en to jocós a un directiu italià quants camions de taronges valia el davanter. Tanmateix el club italià va prendre seriosament l'interès del València CF i es va arribar a un acord per al traspàs.
La seua arribada a la Lliga espanyola de fútbol va coincidir amb la de Di Stéfano i Kubala pel que de seguida es van establir paral·lelismes entre aquests tres grans jugadors.
El seu pas pel club merengot va ser reeixit, sobretot en la seua primera temporada en què va marcar divuit gols en vint-i-vuit partits fent alçar dels seus seients al públic de Mestalla innombrables ocasions amb els seus driblatges. Tanmateix en les restants temporades el seu rendiment va decaure a causa que se li va diagnosticar goll, malaltia de la qual va haver de ser intervingut quirúrgicament. A Mestalla es va fer famosa l'expressió "Què fas, Faas?", que els aficionats valencianistes deien incrèduls mentre veien a Wilkes fer jugades imprevisibles.

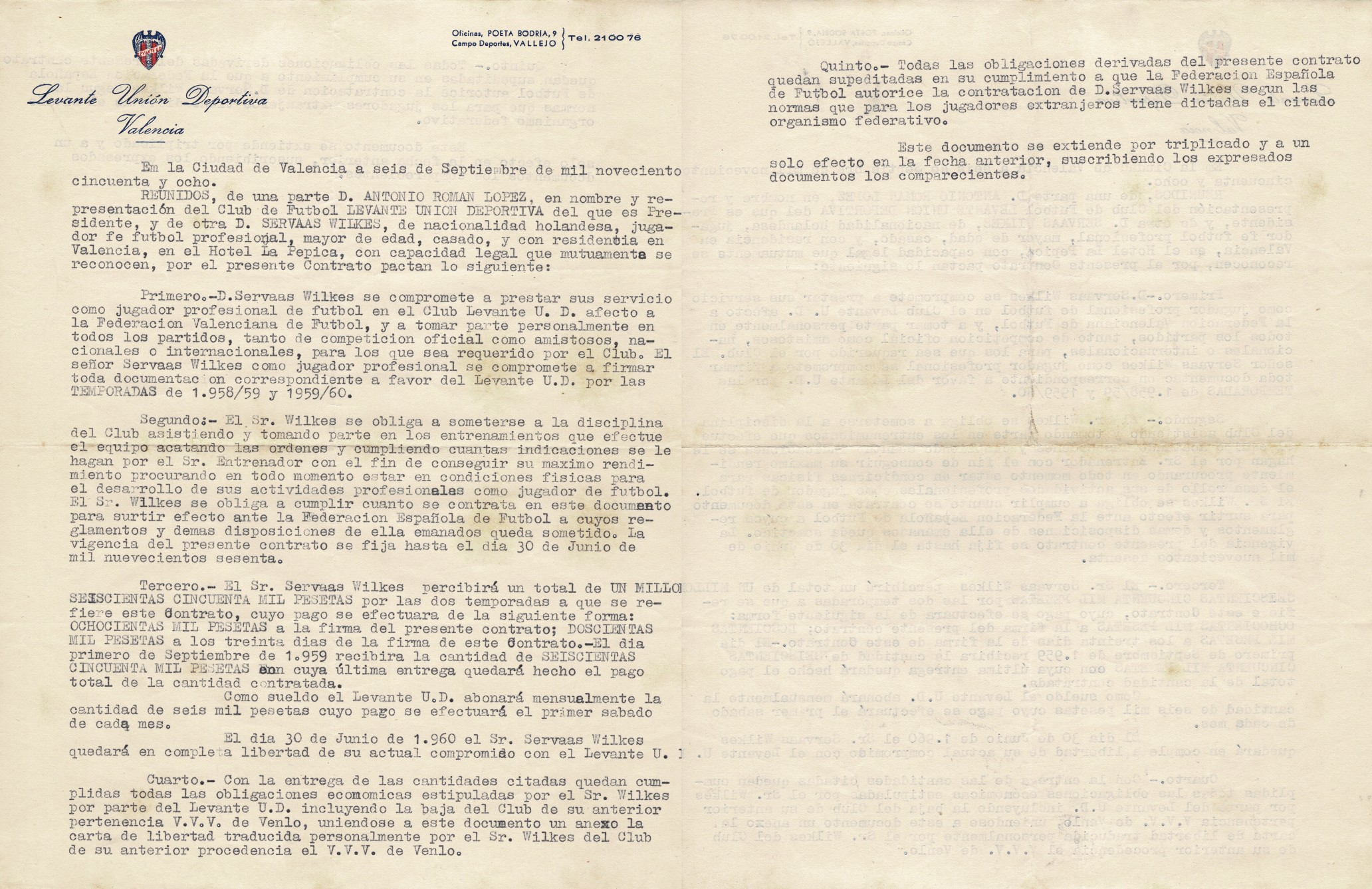
Contracte de Faas Wilkes amb el Llevant UE.

Després de la seua etapa com a valencianista, va retornar al seu país d'origen en fitxar pel VVV Venlo. durant dues temporades després de les quals va tornar a València fitxant en aquesta ocasió pel Llevant Unió Esportiva amb el qual va disputar una promoció d'ascens a primera divisió.
Va retornar de nou al seu país fitxant pel Fortuna 54 i va finalitzar la seua carrera en l'equip en el qual va debutar, el Xerxes.
Faas Wilkes va morir l'agost de 2006 a la seua localitat natal, Rotterdam, víctima d'una aturada cardíaca.
El personatge de còmic holandés Kick Wilstra deu el seu nom a Wilkes (Wilstra també rep el nom d'altres dos futbolistes neerlandesos, Kick Smit i Abe Lenstra).

### Internacional
Va ser internacional amb la selecció de futbol dels Països Baixos un total de 38 partits, marcant 35 gols. Actualment és el tercer màxim golejador de la selecció orange després de Patrick Kluivert i Dennis Bergkamp si bé n'ha disputat menys de la meitat de partits que ells.

## Clubs
| Club                 | País          | Any       |
| -------------------- | ------------- | --------- |
| Xerxes Rotterdam     | Països Baixos | 1941-1949 |
| Inter de Milà        | Itàlia        | 1949-1952 |
| Torino Football Club | Itàlia        | 1952-1953 |
| València CF          | País Valencià | 1953-1956 |
| VVV-Venlo            | Països Baixos | 1956-1958 |
| Llevant UE           | País Valencià | 1958-1959 |
| Fortuna 54           | Països Baixos | 1959-1962 |
| Xerxes               | Països Baixos | 1962-1964 |

## Palmarès

### Campionats estatals
| Títol                 | Club        | País          | Any       |
| --------------------- | ----------- | ------------- | --------- |
| Copa del Generalíssim | València CF | País Valencià | 1953-1954 |

- Tècnicament, Wilkes no va guanyar eixa copa, doncs els estrangers no podien jugar la competició.[2]